# اچ‌ام‌اس انترپرایز (۱۸۴۸)
اچ‌ام‌اس انترپرایز (۱۸۴۸) (به انگلیسی: HMS Enterprise (1848)) یک کشتی بود که طول آن ۱۲۵٫۶ فوت (۳۸٫۳ متر) بود. این کشتی در سال ۱۸۴۸ ساخته شد.